# Andréi Stoliarov
Andréi Yúrievich Stoliarov Андрей Юрьевич Столяров (n. 9 de enero de 1977 en Sochi, Unión Soviética) es un jugador de tenis ruso. En su carrera alcanzó una final de torneo ATP y ha formado parte del equipo ruso de Copa Davis. Su posición más alta en la clasificación de la ATP fue nº71.

## Títulos (0)

### Finalista en individuales (1)
- 2001: Chennai (pierde ante Michal Tabara)